# 林占熺
林占熺（1943年12月—），男，福建连城人，中华人民共和国菌草技术专家。

## 生平
早年从事食用菌研发，担任福建农林大学国家菌草工程技术研究中心首席科学家、常务副主任，联合国国际生态安全科学院院士、福建省菌草工程技术研究中心主任、福建农林大学菌草研究所所长、福建省菌草开发工程协会会长、福建省发明协会副会长。